# تومي ريس
تومي ريس (بالإنجليزية: Tommy Reis)‏ هو لاعب كرة قاعدة أمريكي، ولد في 6 أغسطس 1914 في نيوبورت في الولايات المتحدة، وتوفي في 6 نوفمبر 2009 في أوكالا في الولايات المتحدة.

## وصلات خارجية
- تومي ريس على موقع دوري كرة القاعدة الرئيسي (الإنجليزية)
- تومي ريس على موقعبيزبول رفرنس.كوم (الدوري الرئيسي) (الإنجليزية)
- تومي ريس على موقعبيزبول رفرنس.كوم (الدوري الثانوي) (الإنجليزية)